# Toni Kuusela
Toni Kuusela (ur. 21 stycznia 1994 w Vimpeli) – fiński lekkoatleta specjalizujący się w rzucie oszczepem.
W 2013 był finalistą mistrzostw Europy juniorów. Odpadł w kwalifikacjach podczas igrzysk olimpijskich w Tokio (2021).
Medalista mistrzostw Finlandii, reprezentant kraju w drużynowych mistrzostwach Europy oraz meczach międzypaństwowych.
Rekord życiowy: 85,03 (15 czerwca 2021, Orimattila).

## Osiągnięcia
| Rok  | Impreza                                 | Miejsce   | Pozycja           | Wynik |
| ---- | --------------------------------------- | --------- | ----------------- | ----- |
| 2013 | Mistrzostwa Europy juniorów             | Rieti     | 5. miejsce        | 73,19 |
| 2019 | Superliga drużynowych mistrzostw Europy | Bydgoszcz | 5. miejsce        | 75,35 |
| 2019 | Światowe wojskowe igrzyska sportowe     | Wuhan     | 7. miejsce        | 72,47 |
| 2021 | Igrzyska olimpisjkie                    | Tokio     | el. – 26. miejsce | 76,95 |
| 2022 | Mistrzostwa Europy                      | Monachium | 5. miejsce        | 80,20 |
| 2023 | Mistrzostwa świata                      | Budapeszt | el. – 13. miejsce | 79,27 |